# Mahesh Jadu
Mahesh Jadu es un actor australiano, más conocido por haber interpretado a Doug Harris en la serie Neighbours. 

## Carrera
En el 2010 se unió como personaje recurrente en la aclamada serie australiana Neighbours, donde interpretó al doctor Doug Harris, hasta el 18 de febrero de 2011.
Ese mismo año apareció en la película dramática Taj donde dio vida a Vjay.
En el 2014 obtuvo un papel secundario en la película I, Frankenstein donde interpretó a Ophir, una gárgola que pelea por el bien contra los demonios, Ophir es asesinado durante una lucha contra los demonios.
Ese mismo año se unió al elenco principal de la serie Marco Polo donde dio vida a Ahmad, el ministro de finanzas del Khan, hasta el final de la serie en el 2016.
En 2019 interpreta a Vilgefortz de Roggeveen en la serie The Witcher, producida por Netflix, en que la sufrió una lesión de hombro realizando sus propios escenas de riesgo sin depender de un doble de riesgo.

## Filmografía

### Series de televisión
| Año         | Título                      | Personaje       | Notas                      |
| ----------- | --------------------------- | --------------- | -------------------------- |
| 2019        | The Witcher                 | Vilgefortz      | 2 episodios                |
| 2014 - 2016 | Marco Polo                  | Ahmad           | 20 episodios               |
| 2014        | Winners & Losers            | Evan Madawella  | 2 episodios                |
| 2014        | Sam Fox: Extreme Adventures | Raj             | episodio "Tiger Shocks"    |
| 2013        | Better Man                  | Shanmugum       | episodio # 1.3 - miniserie |
| 2010 - 2011 | Neighbours                  | Dr. Doug Harris | 33 episodios               |

### Películas
| Año  | Título                                     | Personaje              | Notas |
| ---- | ------------------------------------------ | ---------------------- | ----- |
| 2017 | Three Summers                              | Baktash                |       |
| 2017 | Piratas del Caribe: La venganza de Salazar | Soldado español        |       |
| 2015 | The Lovers                                 | Asesino                |       |
| 2014 | I, Frankenstein                            | Ophir                  |       |
| 2013 | Magnetism                                  | Mark "Maalav" Chandran | Corto |
| 2013 | Singularity                                | Asesino                |       |
| 2012 | The Three Ages of Sasha                    | Nasir Khan             |       |
| 2010 | Taj                                        | Vjay                   |       |
| 2008 | Sorry Bhai!                                | Estudiante             |       |

### Compositor
| Año  | Título  | Notas      |
| ---- | ------- | ---------- |
| 2005 | Byte Me | compositor |